# 田中笑伊
田中 笑伊（たなか えみい、1999年10月19日 - ）は、日本の女子ラグビーユニオン選手。

## プロフィール
- 富山県・魚津市出身[1]。
- ポジションはセンター(CTB)。
- 身長 170cm、体重 64kg
- ラグビーワールドカップセブンズ2018の7人制女子日本代表に選ばれた[2]。

## 略歴
小学2年生からラグビーを始めた。
2018年、國學院栃木高校卒業後、日本体育大学に入る。
2022年、日本体育大学卒業後、ながとブルーエンジェルスに入る。
2024年、パリ2024五輪の7人制女子日本代表内定選手に選ばれた。